# Добановци
Добановци (серб. Добановци) — населенный пункт городского типа в Сербии, в пригороде Белграда, в общине Сурчин.

## Географическое положение
Добановци расположены в юго-восточном Среме, в 25 км к западу от центра Белграда, рядом с автодорогой Белград-Загреб.

## История
Впервые Добановци упоминаются в 1404 году в одном венгерском средневековом документе, хотя вероятно город существовал и ранее. В первой половине XIX века, в основном из Бачки, в Добановци переселились словаки.

## Население
Численность населения 8 128 чел. (перепись 2002).
Этнический состав населения города отличается однородностью — 93 % его населения составляют сербы, проживают также 232 словака (3 %) и другие.
Численность совершеннолетних в городе — 6 412 чел, средний возраст населения — 38,6 года (мужчины — 37,6, женщины — 39,6). В городе имеется 2353 домохозяйства, среднее число человек в которых — 3,45.